# 摯愛 (惠妮·休斯頓歌曲)
《摯愛》（英語：My Love Is Your Love）是美國黑人女歌手惠妮·休斯頓在1999年7月份發行的單曲，這首單曲在美國告示牌單曲榜及舞曲榜獲得第4名和第1名的成績，單曲銷售數字在美突破百萬張成為白金單曲。

## 資料

### 單曲簡介
〈摯愛〉最早收錄於惠妮·休斯頓個人第四張同名錄音室專輯《摯愛》（英語：My Love Is Your Love），這是一首慢板的抒情歌曲，許多人看歌名可能會認為這又是一首講述男女間的情歌，但事實上在這首歌曲裡談到的愛，不是只有對於情人的愛，它的範圍更大，甚至包含親人、朋友甚至於全人類。〈摯愛〉的歌詞有些許的灰暗以及對世界的失望，但是最終還是告訴大家，對未來要有希望要有期許，這是惠妮·休斯頓在以往的作品中較少碰觸到的主題。

### 商業成績
〈摯愛〉是從同名專輯《摯愛》中推出的第四首單曲，前三首單曲分別為《埃及王子》（英語：The Prince of Egypt）的主題曲〈只要你相信〉（與瑪麗亞·凱莉合唱，第15名）、〈傷心酒店〉（第2名）以及〈錯愛〉（第4名）。〈摯愛〉於1999年9月4日進入告示牌單曲榜，首週成績為第81名，當週〈錯愛〉尚停留於第25名，〈摯愛〉在單曲榜停留的時間頗長共28週，不過這首單曲在進榜後名次上升的速度也相當緩慢，在2000年1月1日它爬升至第4名，在原地停留兩週後名次始往下降。〈摯愛〉在全美單曲銷售突破百萬張成為白金單曲，也由於這首單曲跨越兩個年度，因此1999年和2000年的年終百大單曲排名它都榜上有名，分居第73名以及第47名。惠妮·休斯頓這張專輯的單曲在舞曲榜的表現都相當出色，〈摯愛〉已是專輯中連續的第三首冠軍舞曲，1999年8月28日獲得兩週舞曲榜冠軍。
〈摯愛〉在英國市場反應不錯，在英國單曲榜拿下第2名，成為惠妮·休斯頓首支全英亞軍單曲。

### 獎項記錄評價
〈摯愛〉是惠妮·休斯頓第五首獲得第4名的單曲，扣除掉1991年由她所演唱的美國國歌在2001年又重回單曲榜第6名的話，這是她在生前最後一首進入前20名的單曲。

## 資料來源
1. ↑  .   [2016-10-15]. （原始内容存档于2019-10-23）.
2. ↑  .   [2016-10-15]. （原始内容存档于2015-06-02）.
3. ↑  .   [2016-10-15]. （原始内容存档于2016-08-10）.
4. ↑  .   [2016-10-16]. （原始内容存档于2018-02-11）.
5. ↑  .   [2016-10-16]. （原始内容存档于2015-07-13）.
6. ↑  .   [2016-10-16]. （原始内容存档于2021-01-22）.
7. ↑  .   [2016-10-16]. （原始内容存档于2019-09-27）.
8. ↑  .   [2016-10-16]. （原始内容存档于2015-04-02）.